# Asparagus pygmaeus
Asparagus pygmaeus là một loài thực vật có hoa trong họ Măng tây. Loài này được Makino mô tả khoa học đầu tiên năm 1910.